# Giovanni Antinori
Giovanni Antinori (ur. 28 stycznia 1734 w Camerino, zm. 24 czerwca 1792 w Rzymie) – włoski architekt okresu neoklasycystycznego.

## Życiorys
Studiował w Rzymie matematykę i architekturę. W 1755 roku wyjechał do Lizbony, gdzie pracował jako architekt przy pracach rekonstrukcyjnych po tragicznym trzęsieniu ziemi z listopada tego roku. Z powodu oskarżeń ze strony swoich przeciwników został aresztowany, zbiegł jednak do Włoch z pomocą Josefy Luisy Lopez de Cunha, którą wkrótce potem poślubił.
W latach 1772–8 pracował nad rekonstrukcją i powiększeniem kaplicy Monte Oliveto Maggiore w pobliżu Sieny. Pracował także na zlecenie rodziny Doria-Pamphilii-Landi, współpracując z Francesco Nicolettim, zostając głównym architektem rodzinnym w 1776 roku.
Na zlecenie papieża Piusa VI pracował przy wykopaliskach w kościele San Rocco, w pobliżu Mauzoleum Augusta. Pracował też na Piazza del Quirinale. Pod koniec życia odnawiał obeliski rzymskie, Solare, Sallustiano i Quirinale.